# ديريك جونسون (منافس ألعاب قوى)
ديريك جونسون (بالإنجليزية: Derek Johnson) هو منافس ألعاب قوى بريطاني، ولد في 5 يناير 1933 في Chigwell ‏ في المملكة المتحدة، وتوفي في 30 أغسطس 2004.

## وصلات خارجية
- ديريك جونسون على موقع الاتحاد الدولي لألعاب القوى (الإنجليزية)
- ديريك جونسون على موقع اللجنة الأولمبية الدولية (الإنجليزية)
- ديريك جونسون على موقع أوليمبيديا (الإنجليزية)
- ديريك جونسون على موقع اللجنة الأولمبية البريطانية (الإنجليزية)
- ديريك جونسون على موقع اتحاد ألعاب الكومنولث (مؤرشف) (الإنجليزية)